# Lịch trình sản xuất chính
Lịch trình sản xuất chính (MPS) là một kế hoạch cho các hàng hóa riêng lẻ được sản xuất trong từng khoảng thời gian như sản xuất, nhân sự, hàng tồn kho, vv   Nó thường được liên kết với sản xuất trong đó kế hoạch cho biết khi nào và bao nhiêu của mỗi sản phẩm sẽ được yêu cầu.  Kế hoạch này định lượng các quy trình, bộ phận và các nguồn lực quan trọng khác để tối ưu hóa sản xuất, xác định các tắc nghẽn và dự đoán nhu cầu và hàng hóa đã hoàn thành.  Do một MPS thúc đẩy nhiều hoạt động của nhà máy, độ chính xác và khả năng tồn tại của nó ảnh hưởng đáng kể đến lợi nhuận.  Các MPS điển hình được tạo bởi phần mềm với tinh chỉnh người dùng.
Do những hạn chế của phần mềm, nhưng đặc biệt là công việc cực kỳ cần thiết của "bộ lập lịch sản xuất chính", lịch trình không bao gồm mọi khía cạnh của sản xuất, mà chỉ các yếu tố chính đã chứng minh hiệu quả kiểm soát của chúng, như nhu cầu dự báo, chi phí sản xuất, chi phí tồn kho thời gian dẫn, giờ làm việc, công suất, mức tồn kho, lưu trữ có sẵn, và cung cấp các bộ phận.  Sự lựa chọn của những gì để mô hình khác nhau giữa các công ty và nhà máy.  MPS là một tuyên bố về những gì công ty dự kiến sẽ sản xuất và mua (tức là số lượng sẽ được sản xuất, mức độ nhân viên, ngày tháng, có sẵn để hứa hẹn, số dư dự kiến).
MPS chuyển nhu cầu của khách hàng (đơn đặt hàng bán hàng của Pir) thành kế hoạch xây dựng bằng cách sử dụng các đơn đặt hàng theo kế hoạch trong môi trường lập lịch thành phần thực sự.  Sử dụng MPS giúp tránh tình trạng thiếu hụt, chi phí nhanh, lên lịch vào phút cuối và phân bổ nguồn lực không hiệu quả.  Làm việc với MPS cho phép các doanh nghiệp hợp nhất các bộ phận được lên kế hoạch, đưa ra lịch trình và dự báo tổng thể cho bất kỳ cấp nào của Dự luật Vật liệu (BOM) cho bất kỳ loại phần nào.

## Cách thức hoạt động của một MPS
Bằng cách sử dụng nhiều biến làm đầu vào, MPS sẽ tạo ra một tập hợp các đầu ra được sử dụng để ra quyết định.  Đầu vào có thể bao gồm nhu cầu dự báo, chi phí sản xuất, tiền tồn kho, nhu cầu của khách hàng, tiến độ tồn kho, nguồn cung, quy mô lô, thời gian sản xuất và công suất.  Đầu vào có thể được tạo tự động bởi hệ thống ERP liên kết bộ phận bán hàng với bộ phận sản xuất.  Chẳng hạn, khi bộ phận bán hàng ghi nhận bán hàng, nhu cầu dự báo có thể được tự động thay đổi để đáp ứng nhu cầu mới.  Đầu vào cũng có thể được nhập thủ công từ các dự báo cũng đã được tính toán thủ công.  Đầu ra có thể bao gồm số lượng sẽ được sản xuất, mức độ nhân viên, số lượng có sẵn để hứa và số dư khả dụng dự kiến.  Đầu ra có thể được sử dụng để tạo lịch trình Lập kế hoạch yêu cầu vật liệu (MRP).
Một lịch trình sản xuất chính có thể cần thiết cho các tổ chức để đồng bộ hóa hoạt động của họ và trở nên hiệu quả hơn.  Một MPS hiệu quả cuối cùng sẽ:
- Cung cấp cho sản xuất, lập kế hoạch, mua và quản lý thông tin để lập kế hoạch và kiểm soát sản xuất [3]
- Liên kết kế hoạch kinh doanh tổng thể và dự báo để chi tiết hoạt động [3]
- Cho phép tiếp thị để thực hiện các cam kết giao hàng hợp pháp cho kho và khách hàng
- Tăng hiệu quả và độ chính xác trong sản xuất của công ty
- Kế hoạch cắt giảm năng lực

Các vấn đề MPS:
- Chiều rộng của thùng thời gian
- Chân trời quy hoạch
- Thực hiện kế hoạch
- Thời gian đấu kiếm
- Lịch trình đóng băng

## Kế hoạch sản xuất
Một ví dụ về lịch sản xuất chính cho "sản phẩm A".